# Bumetopia conspersa
Bumetopia conspersa là một loài bọ cánh cứng trong họ Cerambycidae.